# سام آدامز (لاعب كرة قدم)
سام آدامز (بالإنجليزية: Sam Adams)‏ هو لاعب كرة قدم غاني، ولد في 2 أكتوبر 1989.